# کتابخانه سلطنتی بلژیک
کتابخانه سلطنتی بلژیک (به فرانسوی: Bibliothèque royale de Belgique) (به هلندی: Koninklijke Bibliotheek van België) کتابخانه ملی کشور بلژیک است. قدمت این کتابخانه به دوران دوک‌های بورگوندی بر می‌گردد. در نیمه دوم قرن بیستم ساختمان جدیدی در مرکز بروکسل در نزدیکی ایستگاه مرکزی قطار ساخته شد. این کتابخانه دارای همه کتاب‌هایی است که تاکنون در بلژیک یا خارج از کشور توسط نویسندگان بلژیکی منتشر شده است. چهار میلیون کتاب جلد محدود در کتابخانه سلطنتی وجود دارد از جمله مجموعه کتاب نادر که به ۴۵٬۰۰۰ اثر می‌رسد. این کتابخانه بیش از ۷۰۰٬۰۰۰ حکاکی و نقاشی، ۱۵۰٬۰۰۰ نقشه و بیش از ۲۵۰٬۰۰۰ اشیاء از سکه گرفته تا اسکناس پولی دارد. این مجموعه سکه دارای یکی از ارزشمندترین سکه‌ها مانند تترادراخما از قرن پنجم در زمینه سکه‌شناسی است. این کتابخانه همچنین دارای مرکز مطالعات آمریکایی است که مجموعه‌ای غنی از مطالعات آمریکایی با ۳۰٬۰۰۰ کتاب و همچنین روزنامه‌ها و بانک‌های اطلاعاتی ایالات متحده را شامل می‌شود.
کتابخانه سلطنتی فقط برای مراجع باز است. مراجعان باید حداقل هجده سال سن داشته باشند و باید هزینه عضویت سالانه را بپردازند.

## بخش چاپ و طراحی
اتاق چاپ KBR بزرگ‌ترین مجموعه چاپ و طراحی در بلژیک را با بیش از ۷۵۰٬۰۰۰ اثر روی کاغذ، در خود جای داده است. این مجموعه در زمره ده مجموعه بزرگ اتاق‌های چاپ در جهان قرار دارد. مجموعه جامع چاپ‌های شمال اروپا به‌ویژه مورد توجه است و شامل آثار هنرمندان برجسته‌ای همچون آلبرشت دورر، پیتر بروگل مهتر، آنتونی ون دایک و رمبرانت می‌باشد. در میان مجموعه بزرگ طراحی‌ها، آثار برجسته‌ای از هنرمندان معروف هلندی مانند پیتر بروگل مهتر، یوریس هوفنابل، هندریک خولتسیوس، پیتر پل روبنس و یعقوب یوردانس وجود دارد. این بخش همچنین شامل آثار مهمی از هنرمندان بلژیکی، از جمله فلیسیان روپس، فرناند خنوف، جیمز انسور، لئون اسپیلار و ریک ووترز است.
علاوه بر این، اتاق چاپ KBR شامل مجموعه‌ای قابل توجه از چاپ‌های ژاپنی اوکیو-ه، از جمله نسخه منحصر به فردی از «هنرپیشه ایوای هانشیرو چهارم» اثر شاراکو و رنگ‌آمیزی‌های کنگو از نیمه اول قرن بیستم می‌باشد. علاوه بر چاپ‌ها و طراحی‌های استادان قدیم و مدرن، این مجموعه شامل مجموعه‌های بزرگ دیدگاه‌های توپوگرافیک، چاپ‌های پرتره، عکاسی مستند، پوسترها، کارت‌های پست و دیگر اقلام چاپی موقت، از جمله کتاب‌های اهدایی، کارت‌های بازی، کاغذ دیواری، بلیط‌های قرعه‌کشی و چاپ‌های ارزان‌قیمت است.
همچنین حکاکی که در سال ۱۹۳۲ به عنوان یک بخش مستقل در KBR تأسیس شد، امروزه بخشی از اتاق چاپ است. چالک‌گرافی کارگاهی است که در آن هنر چاپ‌سازی تمرین می‌شود و همچنین بخشی است که ماتریس‌های تاریخی چاپ، مانند صفحات مسی و بلوک‌های چوبی را جمع‌آوری می‌کند. به همراه چالک‌گرافی‌های موزه لوور در پاریس، آکادمی سلطنتی هنرهای زیبا در مادرید و مؤسسه ملی گرافیک در رم، این یکی از چهار چالک‌گرافی ملی زنده در جهان است. چالکوتک در بروکسل در حال حاضر بیش از ۹٬۰۰۰ ماتریس چاپی از قرن پانزدهم تا به امروز دارد. از میان آثار برجسته، صفحه مسی اصلی «چهره مسیح» اثر کلود ملان (۱۶۴۹)، که به‌طور مشهور در یک حرکت حلزونی واحد حکاکی شده، قرار دارد.

## مجموعه‌ها

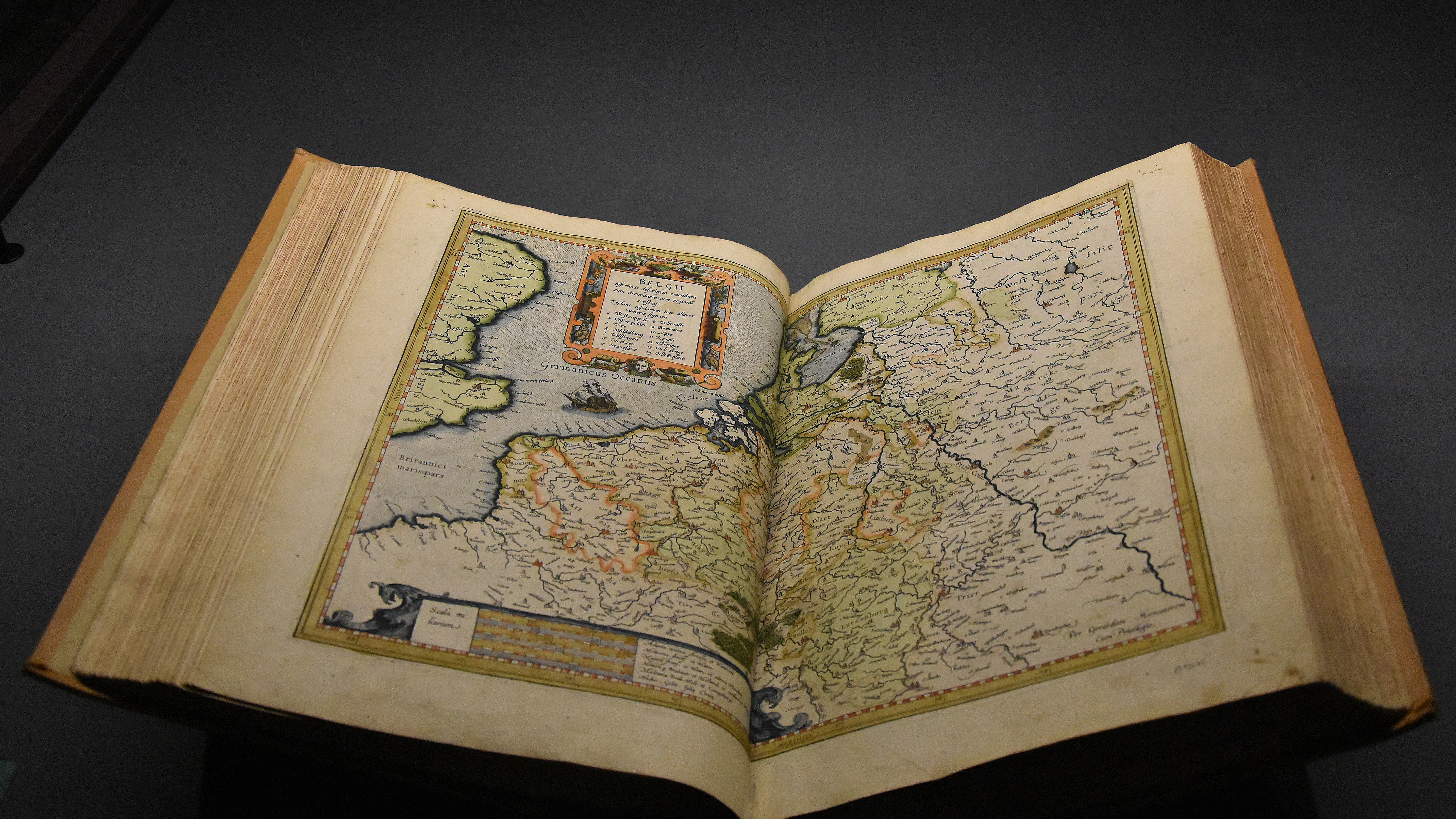
نسخه کتابخانه از اطلس ۱۵۹۵ جراردوس مرکاتور

کتابخانه سلطنتی بزرگ‌ترین کتابخانه در کشور بلژیک است که مجموعه‌های آن شامل موارد زیر است:
- ۴٬۰۰۰٬۰۰۰ کتاب
- ۲۱٬۵۰۰ مجله
- ۱۵۰٬۰۰۰ نقشه
- ۳۲٬۰۰۰ نسخه خطی
- ۳۰۰٬۰۰۰ مطبوعات باستانی
- ۷۰۰٬۰۰۰ عکس
- ۹٬۲۰۰ ریزفیلم
- ۵۰٬۰۰۰ تصاویر ضبطی طولانی

این کتابخانه دارای ۶ بخش ویژه است که شامل کارهای گرانبها، نقشه‌ها، موسیقی متن، دست‌نوشته‌ها، سکه‌ها و مدال‌ها است.

## مدیرها
- ۱۸۳۷–۱۸۵۰: فردریک د ریفنبرگ
- ۱۸۵۰–۱۸۸۷: لوئیس جوزف آلوین
- ۱۸۸۷–۱۹۰۴: ادوارد فتیس
- ۱۹۰۴–۱۹۰۹: هنری هیمانز
- ۱۹۰۹–۱۹۱۲: جوزف ون دن قاین
- ۱۹۱۲–۱۹۱۴: دام اسمر برلیور
- ۱۹۱۹–۱۹۲۹: لویی پاریس
- ۱۹۲۹–۱۹۴۳: ویکتور تورنئور
- ۱۹۴۴–۱۹۵۳: فردریک لینا
- ۱۹۵۳–۱۹۵۵: مارسل هوک
- ۱۹۵۶–۱۹۷۳: هرمان لیبرز
- ۱۹۷۳–۱۹۹۰: مارتین ویتک
- ۱۹۹۰–۱۹۹۱: دنیس د وردت
- ۱۹۹۲: جوزین رولانتس آبراهام
- ۱۹۹۲–۲۰۰۲: پیر کاکشاو
- ۲۰۰۲–۲۰۰۵: رافائل د صمت
- ۲۰۰۵–۲۰۱۷: پاتریک لوفر
- ۲۰۱۷-اکنون: سارا لمنس